# Anolis coelestinus
Anolis coelestinus  (лат.) — вид ящериц из семейства Polychrotidae.

## Описание
Общая длина достигает 15—20 см. Самцы несколько крупнее самок, с более массивной головой. Морда значительно вытянута. Конечности хорошо развиты, хвост длинный. Окраска ярко-зелёная, в зависимости от состояния основной тон может становиться бурым или коричнево-бежевым. От углов рта к основанию передних лап тянется яркая белая полоса. По бокам туловища заметен рисунок из белых пятен, которые иногда сливаются в поперечные полосы. Брюхо и горло белое, у самцов горловой мешок имеет ярко-жёлтый цвет.

## Образ жизни
Обитает в тропических лесах. Практически всю жизнь проводит на деревьях, прячась среди ветвей и на стволах. Питается насекомыми.

## Размножение
Это яйцекладущая ящерица. Самка в дупле дерева откладывает до 5 яиц.

## Распространение
Эндемик Гаити. Обитает в южной и юго-западной частях острова.

## Подвиды
- Anolis coelestinus coelestinus Cope, 1862
- Anolis coelestinus demissus Schwartz, 1969
- Anolis coelestinus pecuarius Schwartz, 1969